# Amelinae
Amelinae es una subfamilia de mantodeos perteneciente a la familia Mantidae. Algunos taxónomos la consideran una familia, Amelidae.

## Géneros
- Amantis - Ameles - Apterameles - Apteromantis - Armeniola - Bimantis - Bolbella - Compsomantis - Congomantis - Dimantis - Dystactula - Elaea - Elmantis - Gimantis - Gonypeta - Gonypetella - Gonypetoides - Gonypetyllis - Haldwania - Holaptilon - Litaneutria - Memantis - Myrcinus - Pseudoyersinia - Telomantis - Yersinia - Yersiniops